# Tuyau d'incendie
Les tuyaux d'incendie sont des tuyaux servant à transporter l'eau dans les dispositifs hydrauliques de lutte contre l'incendie.
Ce sont des tuyaux souples munis de raccords normalisés. Certains pays utilisent des raccords de type Guillemin ; d'autres pays utilisent des raccords de type Storz ou des raccords à vis.
On peut installer une division qui permet d'alimenter plusieurs lances à partir d'un seul tuyau issu du fourgon.
Les tuyaux de grande longueur sont disposés sur un dévidoir, un tambour sur roues muni d'une poignée permettant de le tracter. Il existe aussi des dévidoirs tournant en fixe sur les fourgons d'incendie pour l'extinction de petits feux, avec un tuyau semi-rigide (lance du dévidoir tournant ou LDT, similaire à un robinet d'incendie armé ou RIA).
La plupart des tuyaux actuels sont dits à « paroi interne lisse » (PIL) ; celle-ci étant caoutchoutée ils présentent moins de perte de charge que les tuyaux traditionnels. Les parois extérieures sont soit textiles (polyesters) soit caoutchoutées.
La mise en place des tuyaux et leur raccordement s'appellent l'établissement.

## Histoire
Les tuyaux d'incendie étaient autrefois constitués de manches en cuir. Ces manches étaient cousues au moyen de fil de laiton ou de fil ordinaire ciré ou de rivures rapprochées. Des diaphragmes ou viroles en cuir étaient placés à l'intérieur du tuyau pour empêcher son écrasement.

## Couleurs
Initialement, les tuyaux étaient de la couleur naturelle du matériau extérieur, en général gris ou brun. Ils sont maintenant en général d'une couleur vive pour faciliter leur vision la nuit ou dans des broussailles : rouge, orange ou jaune.

## Raccords et diamètres

### En France

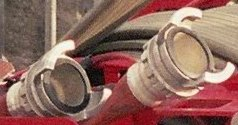
Demi-raccords symétriques Guillemin de tuyaux d'incendie (Paris, 2005)

En France, les raccords sont des raccords symétriques de type Guillemin (appelés aussi raccords DSP), serrés à la main ou bien avec une clef tricoise. Les tuyaux les plus fréquemment utilisés sont :
- les tuyaux de 110 mm de diamètre (raccord de ⌀ 100 mm) pour alimenter l'engin-pompe : tuyau souple pour relier l'engin-pompe à l'hydrant, semi-rigide (couramment désigné « aspiro ») pour aspirer depuis un point d'eau ;
- les tuyaux souples de 70 mm de diamètre (raccord de ⌀ 65 mm) : tuyau souple pour relier l'engin-pompe à la division ou à une grande lance (dite « LDV 1000 »), tuyau rigide pour aspirer avec une motopompe alimentant des lances ;
- les tuyaux souples de 45 mm de diamètre (raccord de ⌀ 40 mm) : tuyau souple pour alimenter les lances (dites « LDV 500 »), tuyau rigide pour épuiser (par exemple vider une cave inondée) avec une motopompe ;
- les tuyaux semi-rigides de 22 mm de diamètre pour la lance du dévidoir tournant (LDT, utilisée normalement exclusivement sur de petits feux) ;
- les tuyaux souples de diamètre 25 et (de longueur de 20 m) (il en existe des plus petits) avec des raccords GFR 20 mm utilisés en feux de forêt permettant d'établir des lances de 20/7.

Les gros tuyaux (110 ou 150 mm) peuvent aussi servir pour alimenter de grandes lances, ou bien pour des établissements sur de grandes longueurs.
À Paris, les sapeurs pompiers utilisent des tuyaux au diamètre normalisé mais les raccords sont de diamètre 50 sur les tuyaux de diamètre 45 et 70.

### En Suisse
En Suisse, les raccords sont des raccords symétriques de type Storz. Les diamètres normalisés sont de ⌀25, ⌀40, ⌀55, ⌀75, ⌀110, ⌀125 et ⌀150 mm. On distingue :
- conduite d’aspiration : conduite rigide en dépression du point d’eau à la pompe (branchement), en général diamètre de 110 mm ou supérieur ;
- conduite d’alimentation : conduite allant d’une pompe, d’un réservoir ou d’une citerne, à la pompe, en général diamètre de 75 ou 110 mm ;
- conduite de transport : conduite de la prise d’eau (exemple :  hydrant, pompe) à une division, en général diamètre de 75 mm ;
- conduite de refoulement : conduite de la prise d’eau (exemple : hydrant, pompe, division) à une lance, diamètre de 40 à 75 mm ;
- conduite de première intervention : conduite semi-rigide sous pression normale ou haute pression montée sur un véhicule, destinée avant tout pour la première intervention, diamètre de 25 à 40 mm, similaire à la lance du dévidoir tournant française.

## Rangement et établissement des tuyaux
Il existe trois modes de rangement des tuyaux, qui impliquent des manières d'établir différentes.

### Tuyaux enroulés

#### En France

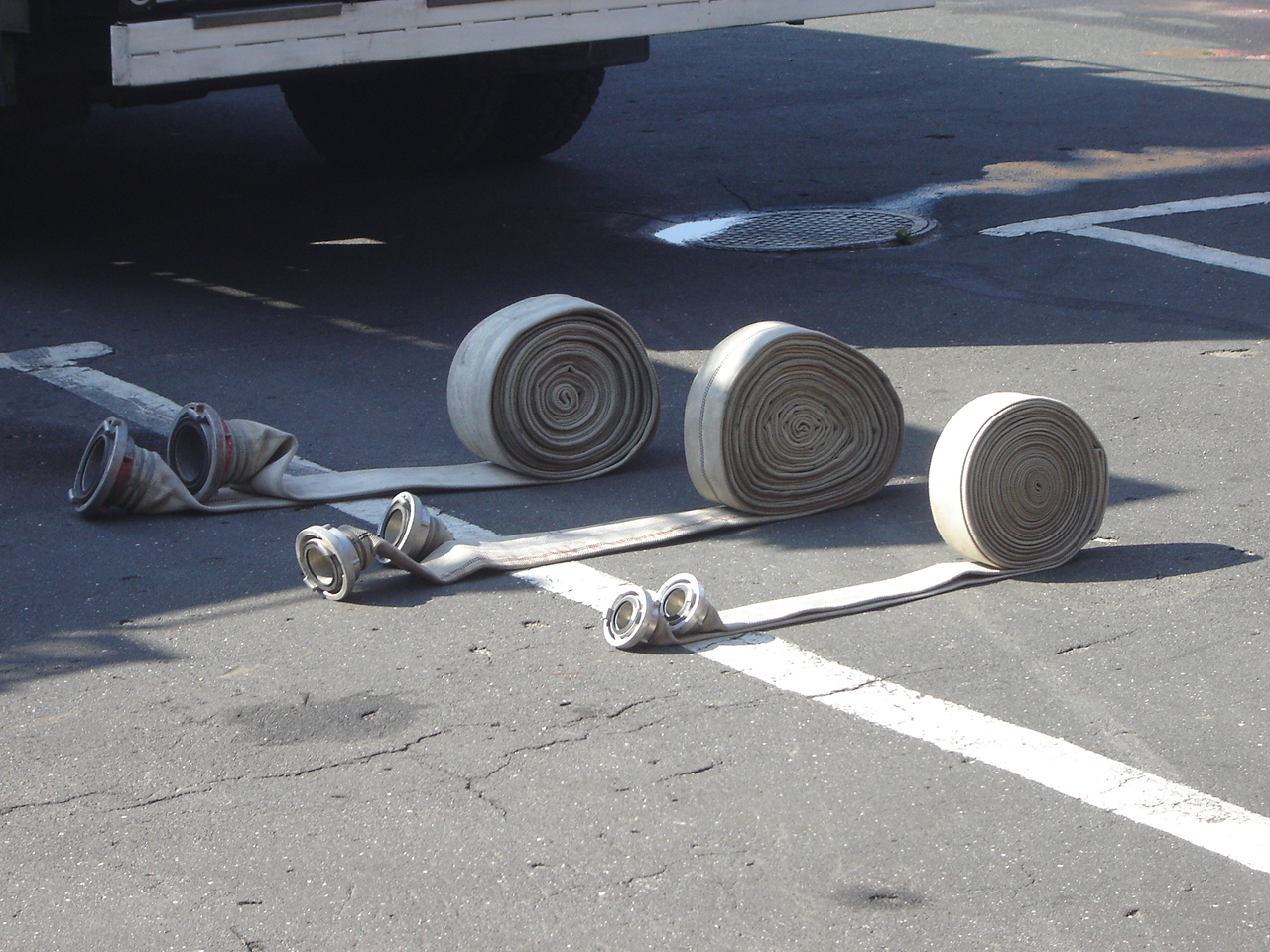
Tuyaux de 110, 75 et 55 mm en couronne

Le conditionnement en couronne est le conditionnement traditionnel des tuyaux souples de faible diamètre ; ce sont les tuyaux qui sont raccordés aux lances.
Les tuyaux souples sont pliés en deux en leur milieu puis roulés, les demi-raccords vers l'extérieur. Pour les dérouler, on les lance en tenant les demi-raccords, ils forment donc un U qui constitue la réserve de longueur nécessaire à avancer dans le cas de la dernière longueur (celle sur laquelle est fixée la lance).
L'établissement se fait nécessairement dos au feu. Il faut donc aller jusqu'au point d'établissement (en zone de sécurité, mais suffisamment proche du sinistre) et dérouler les tuyaux en progressant vers l'alimentation.

#### En Suisse
En Suisse, l'établissement se fait toujours en direction du feu. Les tuyaux sont le plus souvent roulés (pour les petites longueurs, jusqu'à 10 m) sans être pliés, un demi-raccord à l'intérieur et l'autre à l'extérieur. Pour les dérouler, on les lance en ne tenant que le demi-raccord extérieur. C'est le cas principalement lorsque l'établissement d'attaque n'est effectué qu'à partir de tuyaux en écheveau, ceux enroulés n'étant utilisés que pour rallonger ou alimenter.
Lorsqu'ils sont roulés à double (pour de plus grandes longueurs, dès 20 m), la pratique consiste à dérouler les tuyaux simplement en partant avec le demi-raccord en direction du sinistre, en veillant à maintenir le tuyau assez près du sol de façon qu'il se déroule correctement.

### Tuyaux sur dévidoir

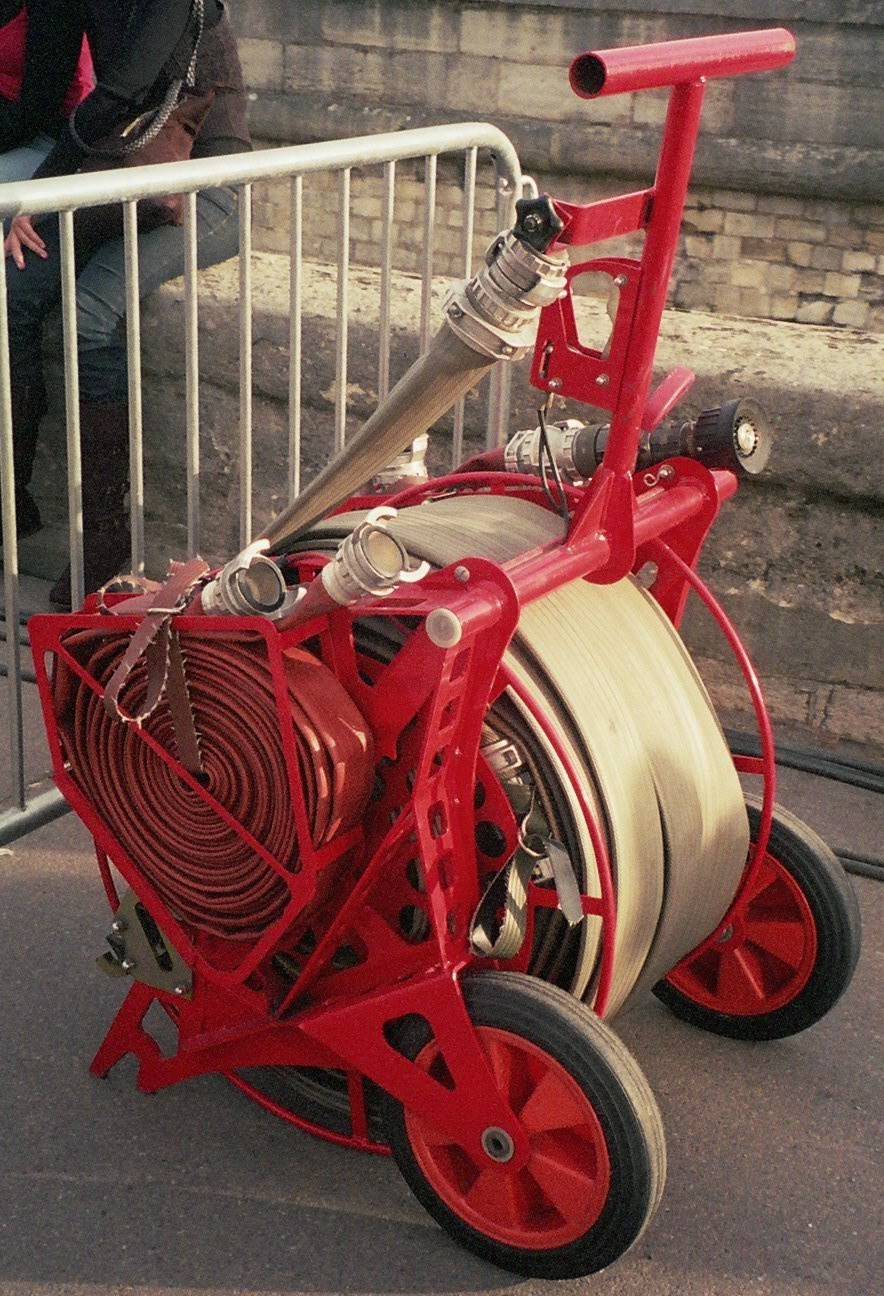
Dévidoir pour tuyau de 70 (Paris, 2005)

Les tuyaux de grand diamètre, 70 mm en France, qui servent à relier la division (alimentant plusieurs lances) au fourgon, sont conditionnés sur un dévidoir roulant (monté sur roues) ; la division déjà reliée au tuyau. Le tuyau est simplement roulé autour du tambour.
Les manœuvres d'alimentation dépendent des Services départementaux d'incendie et de secours (SDIS). Dans la plupart, le dévidoir est amené par le binôme d'alimentation au point d'alimentation, la division est posée sur le sol, puis le dévidoir est ramené vers l'engin-pompe, le tuyau se déroulant au fur et à mesure. Une fois arrivé au fourgon, le tuyau est encore déroulé jusqu'au demi-raccord suivant, et celui-ci est relié à la sortie de pompe. C'est l'inverse en Suisse ainsi que dans certains SDIS comme le SDIS 78 par exemple, tout établissement se faisant en partant de la pompe.

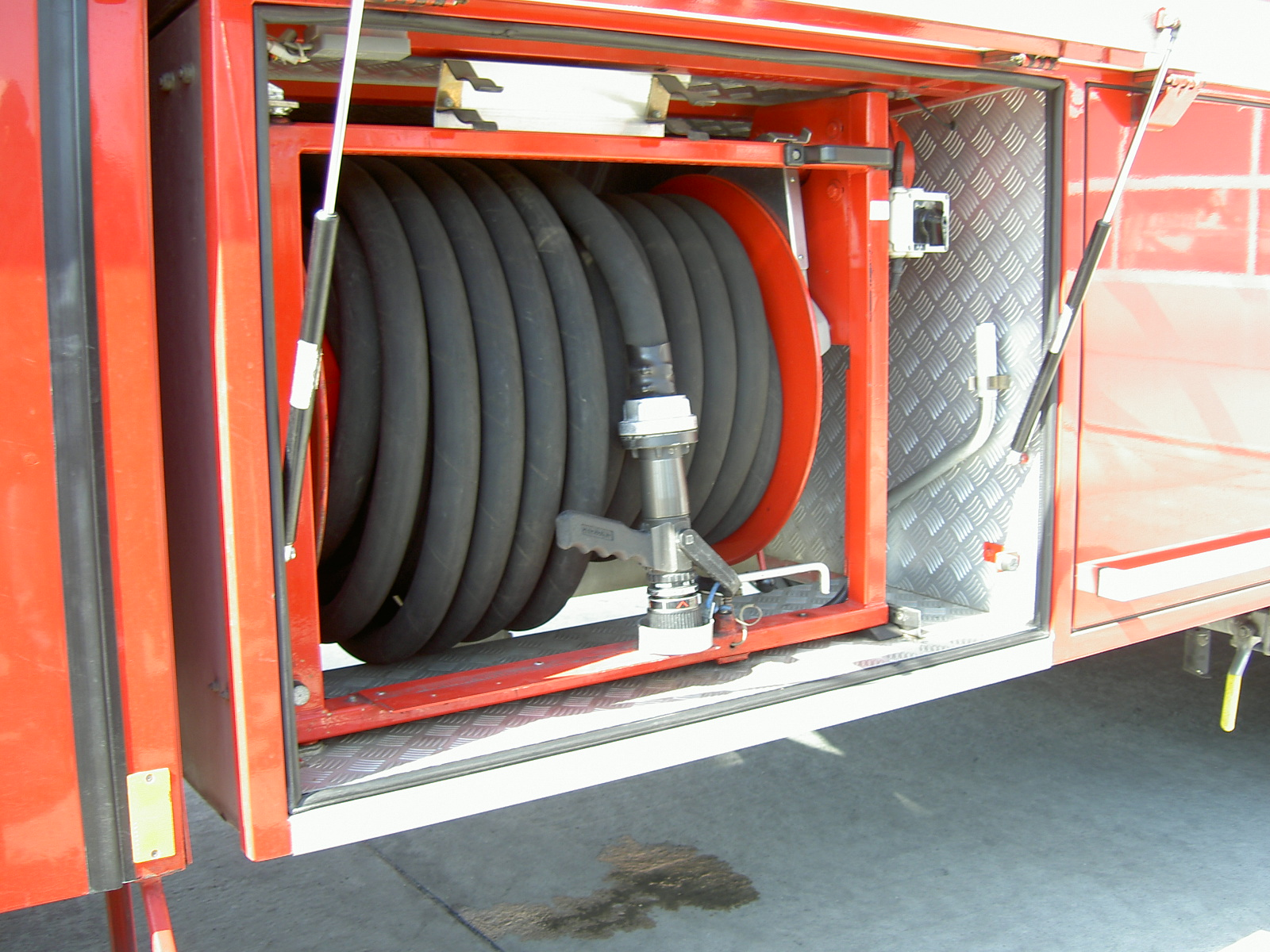
Dévidoir tournant à tuyau semi-rigide d'un GFLF SIMBA 6×6 (aéroport de Berlin)

Certains fourgons disposent d'un tuyau semi-rigide de petit diamètre, 25 mm à Paris, enroulé sur un dévidoir fixe. Ces tuyaux ne s'écrasent pas, ce qui fait qu'ils peuvent être utilisés même sans être totalement déroulés ; la mise en œuvre est donc particulièrement rapide. Le diamètre est nécessairement limité si l'on veut stocker une longueur suffisamment grande dans un volume restreint. De ce fait, ils ont un débit limité, de l'ordre de 150 l/min, et ne sont donc adaptés qu'aux petits feux d'extérieur. On les appelle lance du dévidoir tournant en France et conduite d'attaque rapide ou de première intervention en Suisse.
Enfin, certains engins-pompe disposent de tuyaux de 45 mm pré-assemblés sur un dévidoir tournant, pour un établissement directement depuis le fourgon. Ils sont ainsi déroulés jusqu'au point d'établissement par le chef de binôme d'attaque ; le servant du binôme amène le premier raccord au point d'établissement, ce qui constitue la réserve en U, puis le chauffeur du fourgon déroule encore le tuyau pour avoir accès au demi-raccord suivant, qu'il défait et relie à la sortie de la pompe.

### Tuyaux en écheveau
Dans certains engins-pompe, des tuyaux de refoulement sont conditionnés en écheveau (pliés et non roulés) dans des caisses. La caisse est amenée jusqu'au point d'établissement, le demi-raccord est posé et maintenu par le chef du binôme d'attaque, puis le servant tire la caisse vers la division ou le fourgon, le tuyau s'établissant (se dépliant) au fur et à mesure.
Les tuyaux en écheveau permettent également de faire un établissement en progressant vers le feu, mais il faut alors prévenir par radio le machiniste du fourgon lorsque la mise en eau du dispositif est possible. C'est le cas en Suisse, où ces caisses sont appelées « hottes », et contiennent environ 70 m de tuyaux de 55 mm, pour un poids de 45 kg. Elles sont portées au dos, ce qui empêche leur porteur d'être équipé d'un appareil respiratoire isolant (ARI). C'est le moyen privilégié par certains corps pour l'établissement d'une conduite de refoulement. Les dernières années ont vu apparaître des caisses de dimensions plus réduites, contenant une trentaine de mètres de tuyaux et transportables à une main.
Il arrive aussi que les caisses soient laissées loin du feu et que le binôme d'attaque les déplie en tirant le tuyau vers le feu. Ceci permet au porteur de la caisse de ne pas trop s'exposer, ou, lorsque ces caisses sont laissées dans le véhicule, de se passer de porteur. C'est le cas par exemple dans certains aéroports, où un seul homme suffit à établir une conduite, celle-ci étant mise en eau automatiquement dès que le tuyau est entièrement déplié.

### Établissement sur une voie
Pour les dispositifs importants comportant plusieurs lances, voire divisions, il importe que les tuyaux alimentant les divisions soient bien ordonnés. S'ils se trouvent sur la chaussée, ils doivent longer le trottoir ; s'ils doivent traverser la chaussée, ils doivent la franchir à angle droit et être protégés par un dispositif de franchissement.

## Calculer des pertes de charge
Les pertes de charge désignent la diminution de la pression au bout de la lance par rapport à la sortie de la pompe. Ces pertes de charge sont dues au frottement dans le tuyau. Par simplification, les pompiers incluent la variation de pression avec l'altitude dans les pertes de charge, alors que ce phénomène a aussi lieu à charge constante ; il vaudrait mieux parler de « perte de pression ».
Cette perte de pression est un problème capital car la pression en bout de lance détermine l'utilisation de la lance (distance de projection, nébulisation du jet…). Par exemple, il faut environ 6 bars en sortie d'une lance à débit mixte réglable. Le conducteur du camion doit ajuster la puissance de la pompe afin de fournir la bonne pression à la lance.
Pour réduire les pertes de charges, il faut :
- utiliser un tuyau à paroi interne lisse (PIL) ;
- éviter les coudes et torsions ;
- utiliser des tuyaux de grand diamètre ; se pose alors le problème du poids et du volume d'eau servant à remplir le tuyau lui-même (volume mort) ;
- ajouter à l'eau des adjuvants spécifiques pour modifier ses propriétés rhéologiques (ces adjuvants étant en général polluants et chers, seuls les services de sécurité spécialisés dans les incendies d'immeubles de grande hauteur (IGH) les utilisent pour l'instant).

Lorsque l'on en dispose, il vaut mieux utiliser des tuyaux rigides (type colonne sèche).
Pour un tuyau donné, la perte de pression est :
- proportionnelle à la longueur ;
- proportionnelle au carré du débit (si on double le débit, on multiplie par quatre les pertes de charge) ;
- proportionnelle au dénivelé : on perd un bar tous les 10 m de dénivelé vers le haut, on gagne un bar tous les 10 m vers le bas.

À titre d'exemple, pour 100 m de tuyau (perte de pression hectométrique) :
- pour un tuyau de 70 avec un débit de 500 l/min, on perd environ 0,55 bar ;
- pour un tuyau de 45 avec un débit de 250 l/min, on perd environ 1,5 bar.